# Ungerhausen
Ungerhausen település Németországban, azon belül Bajorországban. Lakosainak száma 1113 fő (2023. december 31.). Ungerhausen Holzgünz és Memmingerberg községekkel határos.

## Népesség
A település népessége az elmúlt években az alábbi módon változott:
| Lakosok száma | 354  | 751  | 824  | 954  | 1027 | 1056 | 1098 | 1122 | 1124 | 1113 |
|               | 1875 | 1950 | 1975 | 1987 | 2012 | 2014 | 2016 | 2017 | 2021 | 2023 |